# Acarnus peruanus
Acarnus peruanus är en svampdjursart som beskrevs av van Soest, Hooper och Hiemstra 1991. Acarnus peruanus ingår i släktet Acarnus och familjen Acarnidae.
Artens utbredningsområde är havet utanför Peru. Inga underarter finns listade i Catalogue of Life.